# Lavinia Planitia
Pour les articles homonymes, voir Lavinia (homonymie).
Lavinia Planitia est une plaine située sur Vénus dans le quadrangle de Lavinia Planitia. Elle a été nommée en référence à Lavinia, romaine, épouse d'Énée.